# Andreja Klepač
Andreja Klepač (n. 13 martie 1986, Koper, RSF Iugoslavia) este o jucătoare de tenis din Slovenia. La 14 iulie 2008 ea a atins cea mai bună clasare a sa la simplu, locul 99 mondial, iar la dublu, cea mai bună clasare este locul 12 mondial, la 16 iulie 2018.